# Conjecture de Dyson

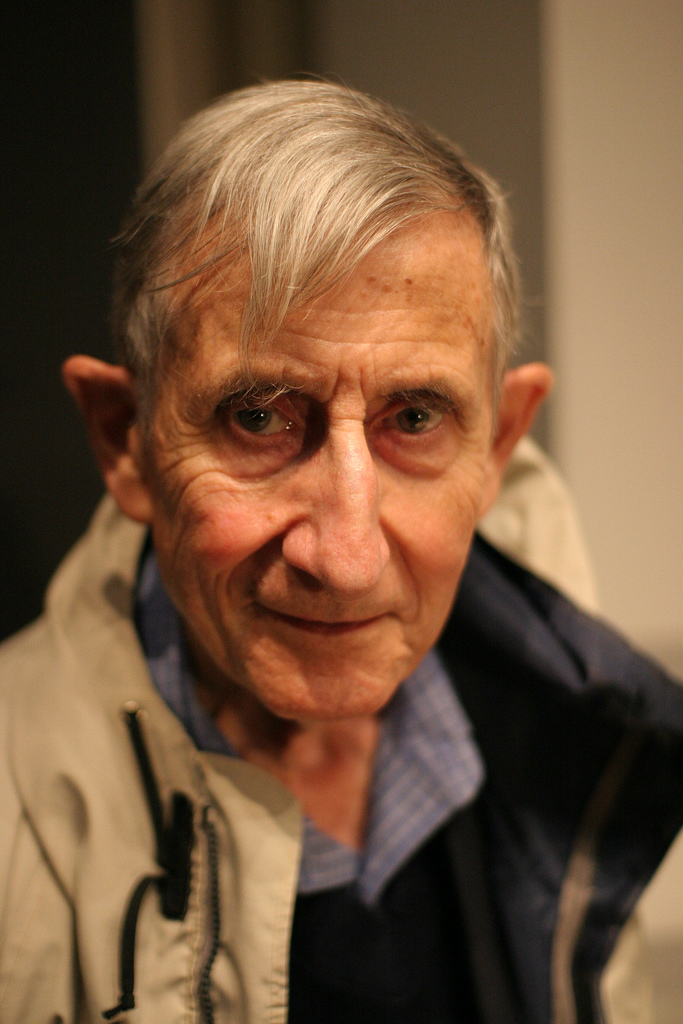
Freeman Dyson en 2005

En mathématiques, la conjecture de Dyson, énoncée par Freeman Dyson en 1962, est une conjecture portant sur le terme constant de certains polynômes de Laurent. Elle a été prouvée indépendamment en 1962 par Wilson et Gunson. Plus tard, Andrews l'a généralisée à la conjecture q-Dyson, prouvée par Zeilberger et Bressoud et parfois appelée théorème de Zeilberger-Bressoud. Macdonald l'a ensuite à nouveau généralisée à des systèmes de racines plus généraux avec la conjecture du terme constant de Macdonald, prouvée par Cherednik.

## Conjecture de Dyson
La conjecture de Dyson stipule que le terme constant du polynôme de Laurent
{\displaystyle \prod _{1\leq i\neq j\leq n}(1-t_{i}/t_{j})^{a_{i}}}
est
{\displaystyle {\frac {(a_{1}+a_{2}+\cdots +a_{n})!}{a_{1}!a_{2}!\cdots a_{n}!}}.}
La conjecture a d'abord été démontrée indépendamment par (Wilson 1962) et (Gunson 1962). (Good 1970) a trouvé plus tard une preuve courte, en observant que les polynômes de Laurent, et donc leurs termes constants, satisfont aux relations de récurrence
{\displaystyle F(a_{1},\dots ,a_{n})=\sum _{i=1}^{n}F(a_{1},\dots ,a_{i}-1,\dots ,a_{n}).}
Le cas n = 3 de la conjecture de Dyson découle de l'identité de Dixon.
(Sills et Zeilberger 2006) and (Sills 2006) ont obtenu grâce à un calcul par ordinateur des expressions pour les coefficients non constants des polynômes de Laurent introduits par Dyson.

## L'intégrale de Dyson
Lorsque toutes les valeurs ai sont égales à β/2, le terme constant dans la conjecture de Dyson est la valeur de l'intégrale de Dyson
{\displaystyle {\frac {1}{(2\pi )^{n}}}\int _{0}^{2\pi }\cdots \int _{0}^{2\pi }\prod _{1\leq j<k\leq n}|e^{i\theta _{j}}-e^{i\theta _{k}}|^{\beta }\,d\theta _{1}\cdots d\theta _{n}.}
L'intégrale de Dyson est un cas particulier d'intégrale de Selberg après un changement de variable et a pour valeur
{\displaystyle {\frac {\Gamma (1+\beta n/2)}{\Gamma (1+\beta /2)^{n}}}},
ce qui donne une autre preuve de la conjecture de Dyson dans ce cas particulier.

## Conjecture deq-Dyson
(Andrews 1975) a formulé un q-analogue (une version déformée) de la conjecture de Dyson, exprimant que le terme constant de 
{\displaystyle \prod _{1\leq i<j\leq n}\left({\frac {x_{i}}{x_{j}}};q\right)_{a_{i}}\left({\frac {qx_{j}}{x_{i}}};q\right)_{a_{j}}}
est
{\displaystyle {\frac {(q;q)_{a_{1}+\cdots +a_{n}}}{(q;q)_{a_{1}}\cdots (q;q)_{a_{n}}}}.}
Ici (a; q)n est le q-symbole de Pochhammer. Cette conjecture se réduit à la conjecture de Dyson pour q = 1, et elle a été démontrée par (Zeilberger et Bressoud 1985), en utilisant une approche combinatoire inspirée de travaux antérieurs d'Ira Gessel et Dominique Foata. Une preuve plus courte, utilisant des séries de Laurent formelles, a été donnée en 2004 par Ira Gessel et Guoce Xin, et une preuve encore plus courte, utilisant une forme quantitative, due à Karasev et Petrov, et indépendamment à Lason, du Nullstellensatz combinatoire de Noga Alon, a été donnée en 2012 par Gyula Karolyi et Zoltan Lorant Nagy. Cette dernière méthode a été étendue par (Ekhad et Zeilberger 2013) pour dériver des expressions explicites de tout coefficient spécifique, pas seulement du terme constant.

## Conjectures de Macdonald
(Macdonald 1982) a étendu la conjecture à des systèmes de racines finis ou affines arbitraires. Dans ce contexte, la conjecture originale de Dyson correspond au cas du système de racines An-1, la version d'Andrews au système An-1 affine. Macdonald a reformulé ces conjectures en termes de normes des polynômes de Macdonald. Elles ont été démontrées en 1995 par Cherednik à l'aide d'algèbres de Hecke doublement affines.